# Richard Li

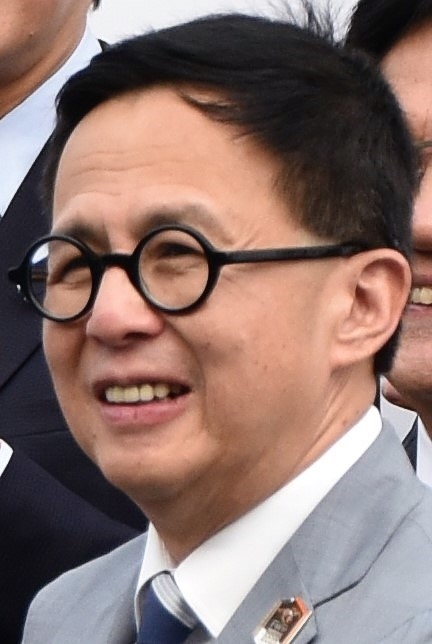
Richard Li (2023)

Richard Li, Tzar-kai (chinesisch 李澤楷 / 李泽楷, Pinyin Lǐ Zékǎi, Jyutping Lei1 Zaag1gaai1, kantonesisch Li Tzar-kai, Pe̍h-ōe-jī Lí Ti̍k-khái; * 8. November 1966 in Hongkong) ist ein kanadischer Unternehmer. Er ist Vorstandsvorsitzender der PCCW-Holding, Vorsitzender der Investmentgruppe Pacific Century Group und Vorstandsmitglied (englisch non-executive director) der Bank of East Asia in Hongkong.

## Leben
Richard Li ist der jüngere Bruder von Victor Li (李澤鉅) und einer der beiden Söhne des Multimilliardärs Li Ka-shing. Li absolvierte zunächst das St. Paul's Co-educational College in Hongkong und ging im Alter von 13 Jahren nach Kalifornien, wo er die Menlo School in Atherton besuchte, eine der reichsten Gemeinden der Vereinigten Staaten. Dort jobbte er bei McDonald’s und als Caddie auf dem örtlichen Golfplatz. Li begann, am örtlichen privaten Menlo College Informatik zu studieren, brach das Studium aber nach drei Jahren ohne Abschluss ab.
In den 1980er Jahren erwarb er zusätzlich auch die kanadische Staatsbürgerschaft.
1991 lieh er sich von seinem Vater 250 Mio. US-Dollar, um StarTV zu gründen, das er später für 950 Mio. US-Dollar an Rupert Murdoch verkaufte. Mit dem Erlös gründete er 1993 die Investmentgruppe Pacific Century Group in Hongkong. Li ist Mehrheits-Eigentümer eines Hochhauses im Geschäftsviertel Marunouchi in Tokio.
2006 stiftete er dem National Arts Centre in Ottawa 1 Mio. kanadische Dollar für ein Mentorenprogramm für junge Musiker.
2009 erwarb er für rund 500 Mio. US-Dollar die Vermögensverwaltung der American International Group.
Mit der Sängerin Isabella Leong war er liiert und hat mit ihr eine Tochter und Zwillingssöhne.